# Сморгонская медвежья академия

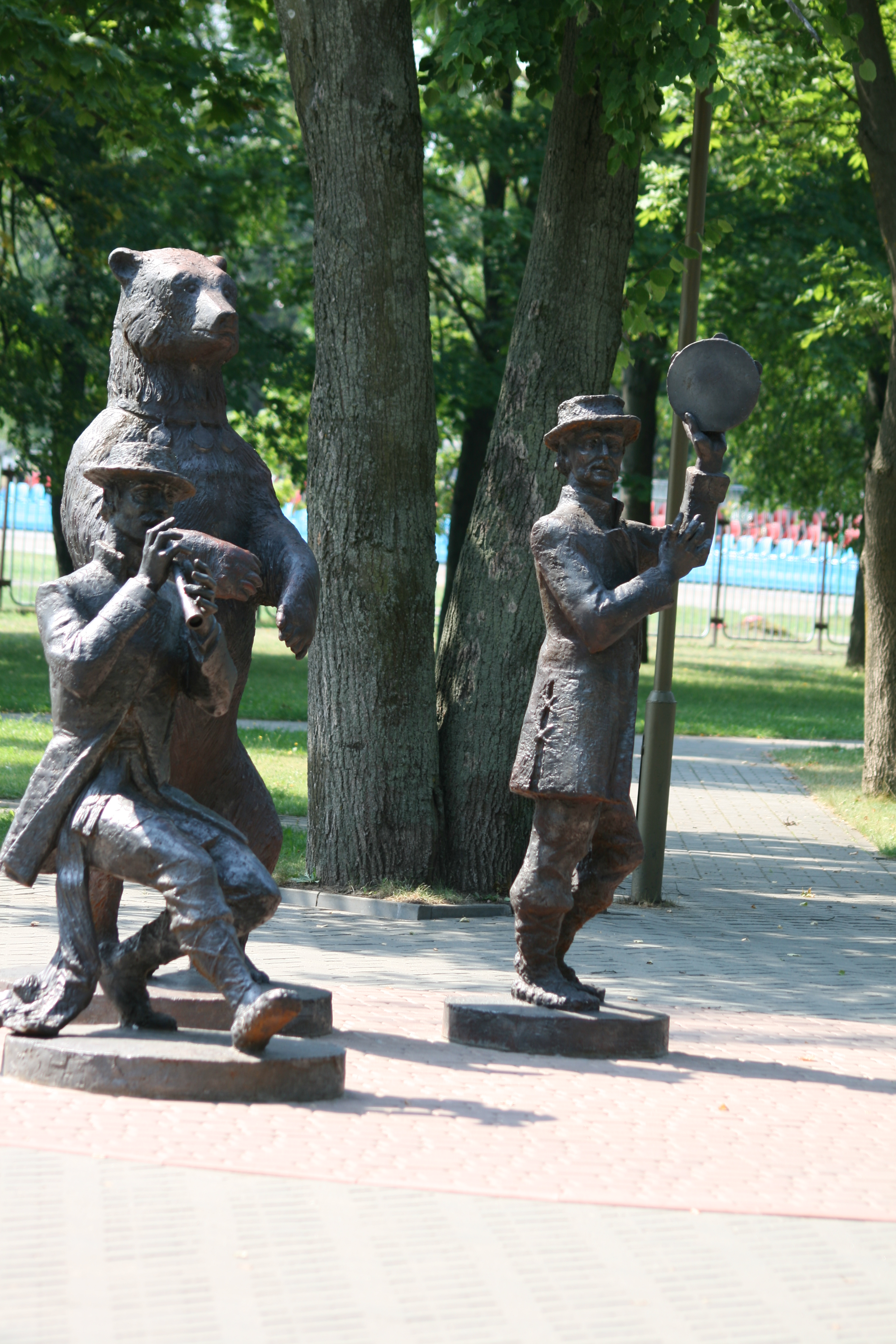
Памятник «медвежьей академии» в Сморгони (скульптор В. Теребун)

«Сморго́нская акаде́мия» (бел. Смаргонская мядзведжая акадэмія) — шуточное название школы дрессировки медведей, основанной князьями Радзивиллами в XVII веке в местечке Сморгонь (в настоящее время город в Гродненской области, Беларусь). Просуществовала до конца XVIII века, по другим сведениям — до начала XIX века.

## История

Литовские скоморохи на гравюре Олафа Магнуса 1555 года

Считается, что «Сморгонскую академию» основали Радзивиллы в середине XVII века, однако в 1622 году, когда местечко ещё принадлежало Зеновичам, в Сморгони была улица с названием Скоморошья (впоследствии Медведская), и проживали люди, носившие фамилию Скоморох.
В письменном источнике упоминание об «академии» впервые встречается во второй половине XVII века. Французский монах-иезуит Филипп Авриль, который путешествовал по Речи Посполитой в 1687—1689 годах, записал:

«…Мне показали также академию, где дрессируют медведей, предназначенных для вождения из города в город по всей Европе. Поселение, в котором они учатся этим известным упражнениям, чтобы потом показывать их с такой ловкостью и даже смышлёностью, называется Сморгонью…»
Позже, описывая пребывание в Сморгони в феврале 1708 года шведского короля Карла XII и польского короля Станислава Лещинского, участник этих событий историк У. Нёдберг утверждал:

«…Что касается этого города, то он довольно известен тем, что все медведи, которые танцуют и скитаются по свету, имеют тут свою высшую школу и настоящий приют…»
Согласно свидетельству другого солдата из армии Карла XII:

«Здесь в Сморгони дрессировали медведей для публичного показа. Говорят, что все скоморохи-поводыри медведей, с которыми они путешествуют по миру, имеют в Сморгони свою Высшую Школу (Högskola), поэтому это местечко для них „земля обетованная“. Все скоморохи, как и другие ремесленники, платят налоги. Однако сегодня никого из них в школе не видно, кстати, в местечке вообще мало мужчин» [Cederhielm: 64].

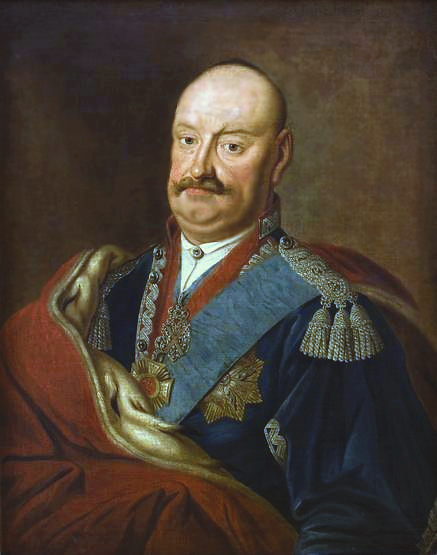
Кароль Станислав Радзивилл «Пане Коханку»

Особенного расцвета «академия» достигла при Кароле Станиславе Радзивилле (1734—1790) по прозвищу «Пане Коханку», который владел Сморгонью в 1762—90 годах. Он назначил руководителем академии «барона» литовских цыган Яна Мартинкевича, который жил в Мире. Тот набрал группу из 20 цыган, которые жили и работали в школе. В период расцвета в «академии» дрессировали одновременно до 10 медведей и несколько обезьян. Обезьян закупал и присылал князь, а медведей доставляли из местных лесов, привозили из Жупранской и Налибокской пущ. Помимо собственных воспитанников, на обучение принимались медведи и от посторонних лиц, которые должны были заплатить за работу, питание и проживание дрессировщика. После смерти князя, и вхождения белорусских земель в состав Российской империи школа постепенно приходит в упадок. О «медвежьей академии» в своих мемуарах упоминали многие участники войны 1812 года, которым довелось побывать в Сморгони.
Вероятно, окончательно медвежий промысел угас в Сморгони после указа Сената о запрещении медвежьей комедии в 1870 году. Журналист Я. Солодухо в статье «Медвежья академия» пишет о том, что в начале XX века, будучи ребёнком, он ещё «…застал в Сморгони старожилов-медвежатников, ходивших к берлогам с рогатиной и обучавших этих питомцев „академии“ выполнению довольно затейливых трюков…». Вплоть до 30-х годов XX века на территории Беларуси бродячих цыган с медведем называли «сморгонский учитель с учеником» (бел. «смаргонскі вучыце́ль з вучнем»), а сомнительное учебное заведение — «сморгонской академией».

## Дрессировка

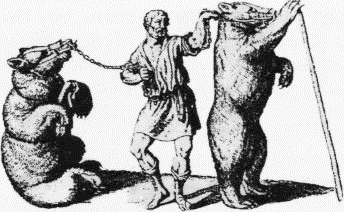
Дрессировка медведей

Школа находилась недалеко от Сморгони, на холмах в районе нынешней Сморгонской районной больницы, где были построены специальные сооружения и манежи. На вершине холма рыли глубокую (до трех метров) яму, на половину её глубины опускали железную клетку с медным дном. На высоте одного метра от основания прорывали ход, куда клали валежник и хворост, который поджигали. По другой версии школа представляла собой «особое каменное строение», в котором «каменный пол второго этажа накаливался печью из нижнего этажа».
Для обучения набирали только молодых самцов. Обучение длилось около 6 лет, включая тренировки которые проводили после возвращения «медведников» со своими воспитанниками на зимовку. Медведей дрессировали в несколько приёмов. Вначале молодых медвежат учили «танцевать», для чего их по 2—3 помещали в клетку, металлическое дно которой подогревалось, и приучали стоять на задних лапах, обутых в лапти. Пол постепенно нагревался, и медвежата, которым становилось невмоготу, поднимались сначала на задние лапы, а потом начинали переминаться с одной лапы на другую. В этом момент «дрессировщик» бил в бубен. Так было ежедневно в течение месяца-двух. Потом медвежат выводили из клетки на волю и продолжали упражнения с бубном. При первых же ударах медвежата становились на задние лапы и под звуки бубна переминались без подогрева. Следовало поощрение в виде куска хлеба или моркови. Приучив их стоять на задних лапах и переминаться с одной лапы на другую под звуки бубна и рожка, переходили к следующему этапу дрессировки: бороться, кланяться и т. д.
В декабре 1812 года во время отступления французских войск в Сморгони в доме одного из медведников ночевал польский офицер Генрик Брандт, который оставил в своих мемуарах похожее описание процесса дрессировки медведей:

«…В просторном помещении делают загородку в форме круга, со стенами достаточно высокими, чтобы медведь не мог через них перелезть, и толстыми, чтобы он не смог их разрушить. Пол сделан таким образом, что его можно нагревать. Тогда туда вводят молодого медведя в деревянных сандалиях на задних лапах и, естественно, раскаленный пол жжёт ему подошвы передних лап. Тогда медведь поднимает передние лапы вверх и пробует опереться ими о стену, но его отгоняют ударами. И делают это до тех пор, пока бедное животное не научится стоять на задних лапах, ходить и выполнять по приказу другие штуки. В некоторые моменты медведь теряет терпение и предпринимает бешеную атаку на „кафедру учителя“ но его встречают там кием и заставляют одуматься. Как только медведь научится стоять и ходить, ему заводят в нос кольцо как подготовку к высшим курсам, это значит — к науке танца под звуки бубна и пищалки, а после окончания образования зверь отправляется в путешествие по Европе в сопровождении одного из учителей…»
Весной поводыри вместе с учёными медведями отправлялись на заработки по ярмаркам Европы. В немецких, французских и других источниках можно встретить указание, что воспитанники Сморгонской «академии» были частыми гостями на ярмарках Пруссии, Шлезвига, Баварии и Эльзаса. Удивительней всего то, что в стране, где присутствие медведя с поводырем является как бы неотъемлемой частью любой ярмарки и любого сельского празднества — в Венгрии, в прошлом столетии также встречались медведи из Сморгонской академии. Осенью, ко дню Всех Святых возвращались назад в Сморгонь. Медведям в их помещениях сооружались лежбища из листьев и еловых лапок, в которых они оставались до середины февраля. Вместе с осенним возвращением в Сморгонь наступала также выплата медведникам их заработка, сбор с них установленных «бароном» выплат на содержание академии или плата за потерю медведя либо обезьяны.

## Память

Медведь на гербе города Сморгонь

- 2 марта 2014 года в Сморгони была открыта скульптурная композиция в честь «медвежьей академии»[14]. Автором памятника является уроженец города, заслуженный деятель искусств, скульптор Владимир Теребун[15].
- 1 декабря 2004 года был утвержден герб Сморгони. Согласно официальному описанию: «Герб города Сморгони представляет собой изображение на серебряном поле испанского щита на красной решетке стоящего на задних лапах черного медведя, в передних лапах которого герб Радзивиллов — на голубом поле размещены три черных охотничьих рожка, соединенные в центре мундштуками». Автор герба — М. М. Елинская. Художник — А. В. Левчик[16][17].

### В литературе
- История Сморгонской школы дрессировки медведей стала основой поэмы Рыгора Бородулина «Сморгонская академия»[18].